# Rexford Tullius
Rexford Tullius, född 10 mars 1987, är en simmare från Amerikanska Jungfruöarna.
Tullius tävlade för Amerikanska Jungfruöarna vid olympiska sommarspelen 2016 i Rio de Janeiro, där han blev utslagen i försöksheatet på 200 meter ryggsim.